# Soziologismus
Soziologismus ist ein Ausdruck für eine Position, die in der wissenschaftlichen Betrachtung den Einfluss des Sozialen überbewertet. Ursprünglich wurde der Ausdruck im letzten Drittel des 19. Jahrhunderts in Frankreich geprägt. Zum Teil wurde der Ausdruck synonym mit Soziologie verwendet, zum Teil aber auch schon als Kampfbegriff gegen eine „imperialistische“ Ausweitung der soziologischen Methode auf die Psychologie, Ethik, Philosophie und Geschichtswissenschaft.
In Deutschland wurde vor allem eine marxistisch geprägte Soziologie und in neuerer Zeit der Sozialkonstruktivismus kritisiert, weil mit „soziologistischen Erklärungen“ versucht werde, alle psychologischen und kulturellen Phänomene auf ihre gesellschaftlichen Umstände zurückzuführen. Die soziologistische Auffassung vom Individuum in der Psychologie wird dabei auch als „Übersozialisation“ bezeichnet, im Gegensatz zur ökonomistischen „Untersozialisation“ im homo-oeconomicus-Modell. In der Ethik oder in der Moral wurden Ansätze als „soziologistisch“ kritisiert, die Normen und Werte relativistisch auf soziale Lagen zurückgeführt haben. In der Philosophie wird es als Soziologismus angesehen, wenn geistige auf soziale Prozesse reduziert und apriorische Begrifflichkeit und Kategorienbildung relativiert werden, so dass alle Erkenntnis und alles Wissen als abhängig vom sozialen Kontext erscheint. Diese Relativierung erstreckt sich auch auf andere Wissenschaftsbereiche, indem Erkenntnisse, zum Beispiel in der Naturwissenschaft, die als gesichert gelten, in der Argumentation angezweifelt werden.